# Alcide Pedretti
Alcide Pedretti (Fivizzano, 17 giugno 1913 – La Valletta, 26 luglio 1941) è stato un militare italiano.
Prestò servizio come operatore nella Xª Flottiglia MAS della Regia Marina durante la seconda guerra mondiale con il grado di 2° Capo Palombaro, venendo decorato con la Medaglia d'oro al valor militare alla memoria.

## Biografia
Nacque a Bottignana, piccola frazione di Fivizzano il 17 luglio del 1913, e si arruolò volontario nella Regia Marina nel corso del 1933, conseguendo il brevetto di palombaro.
Entrato come volontario nel più noto reparto speciale della Regia Marina, la Xª Flottiglia MAS, comprendente varie unità di assalto subacqueo, si specializzò nell'uso dei Siluri a Lenta Corsa, progettati dal Capitano del Genio navale Teseo Tesei, in collaborazione con Elios Toschi e Angelo Belloni, e divenuti famosi con il nomignolo di “Maiali”.
Promosso al grado di sergente venne destinato all'uso del mezzi speciali subacquei, diventando il secondo proprio di Tesei.
Destinato a prendere parte al previsto attacco contro il porto di Alessandria d'Egitto (Operazione GA .1) fallito per l'affondamento del sommergibile avvicinatore Iride
da parte di velivoli inglesi nel Golfo di Bomba, costa libica, il 22 agosto 1940, si distinse durante l'azione di salvataggio dei marinai rimasti imprigionati nel relitto del sommergibile, venendo decorato con la Medaglia di bronzo al valor militare per l'opera prestata.
Per aver partecipato ad un'azione contro Gibilterra (Operazione BG.2) avvenuta il 30 ottobre 1940, venne promosso per merito speciale a 2° Capo. in quella occasione non conseguì alcun risultato a causa di un'avaria al mezzo e al malfunzionamento degli autorespiratori.
Nella notte tra il 25 e il 26 luglio 1941, prese parte alla missione Malta 2 contro il porto di La Valletta. Durante il corso dell'azione congiunta, effettuata da due SLC e da sei barchini esplosivi, per non compromettere l'esito della missione e recuperare il tempo perso per ovviare a degli imprevisti tecnici accorsi all'altro SLC, e con la volontà di portare a termine a ogni costo il suo compito, decise di «spolettare a zero», rinunciando cioè ad allontanarsi dall'arma prima che esplodesse sotto l'obiettivo, perendo così assieme al suo comandante Teseo Tesei.
Per tale atto veniva decorato alla memoria con la Medaglia d'oro al valor militare alla memoria.

### Riconoscimenti
Alla sua memoria è stata dedicata una via di Fivizzano e sono stati eretti due cippi commemorativi sia a Fivizzano che al suo paese natale, Bottignana, dall'Associazione Nazionale Marinai d'Italia in collaborazione con l'Amministrazione comunale. La Marina Militare Italiana gli ha intitolato un motoscafo appoggio sommergibili. e la città di Roma gli ha intitolato una via.

### Periodici
- Medaglie d'Oro eccellenti: Teseo Tesei, in Il Nastro Azzurro, n. 6, Roma, Istituto del Nastro Azzurro, novembre-dicembre 2009,  pp. 28-29.
- Mario Tellini, Un grande eroe: Alcide Pedretti, in Lunezia, n. 3, Sarzana, Carpena, dicembre 1994,  pp. 92-99.